# Diplogrammus xenicus
Diplogrammus xenicus és una espècie de peix de la família dels cal·lionímids i de l'ordre dels perciformes.

## Morfologia
- Els mascles poden assolir 8 cm de longitud total.[3][4]

## Hàbitat
És un peix marí, de clima subtropical i associat als esculls de corall.

## Distribució geogràfica
Es troba a Austràlia, Indonèsia, el Japó (incloent-hi les Illes Ryukyu) i Taiwan.

## Observacions
És inofensiu per als humans.